# Nuoto ai XVII Giochi paralimpici estivi - Uomini 100 metri rana
Le gare di nuoto 100 metri rana maschili ai XVII Giochi paralimpici estivi si sono svolte tra il 30 agosto e il 5 settembre 2024 alla Paris La Défense Arena.

## Programma
Sono stati disputati 8 eventi, articolati in una serie di batterie di qualificazione in mattinata; la finale è stata disputata nel pomeriggio/sera del medesimo giorno.
| SB4  |   |   |  |  |   |   | B | F |  |  |  |  |   |   |
| SB5  |   |   |  |  | B | F |   |   |  |  |  |  |   |   |
| SB6  |   |   |  |  | B | F |   |   |  |  |  |  |   |   |
| SB8  | B | F |  |  |   |   |   |   |  |  |  |  |   |   |
| SB9  | B | F |  |  |   |   |   |   |  |  |  |  |   |   |
| SB11 |   |   |  |  |   |   |   |   |  |  |  |  | B | F |
| SB13 |   |   |  |  |   |   |   |   |  |  |  |  | B | F |
| SB14 |   |   |  |  |   |   | B | F |  |  |  |  |   |   |

| M | mattina | P | pomeriggio/sera |

| B | Batterie | F | Finale per medaglia d'oro |

## Risultati
Tutti i tempi sono espressi in minuti e secondi.

### SB4
Le gare si sono svolte il 2 settembre 2024.
| Pos. | Atleta                        | Nazione                     | Tempo   | Note |
| ---- | ----------------------------- | --------------------------- | ------- | ---- |
|      | Dmitrii Cherniaev             | Atleti Paralimpici Neutrali | 1:32,20 |      |
|      | Antonios Tsapatakis           | Grecia                      | 1:36,16 |      |
|      | Manuel Bortuzzo               | Italia                      | 1:42,52 |      |
| 4    | Nicolas Rivero                | Argentina                   | 1:44,77 |      |
| 5    | Miguel Angel Rincon Narvaez   | Colombia                    | 1:45,42 |      |
| 6    | Muhammad Nur Syaiful Zulkafli | Malaysia                    | 1:46,71 |      |
| 7    | Zeyad Kahil                   | Egitto                      | 1:53,21 |      |
| 8    | Luis Huerta Poza              | Spagna                      | 1:53,97 |      |

### SB5
Le gare si sono svolte il 1º settembre 2024.
| Pos. | Atleta                    | Nazione   | Tempo   | Note         |
| ---- | ------------------------- | --------- | ------- | ------------ |
|      | Leo McCrea                | Svizzera  | 1:27,15 |              |
|      | Antoni Ponce Bertran      | Spagna    | 1:29,43 |              |
|      | Danylo Semenykhin         | Ucraina   | 1:30,96 |              |
| 4    | Le Dat                    | Vietnam   | 1:35,03 |              |
| 5    | Do Hai                    | Vietnam   | 1:35,61 |              |
| 6    | Roberto Alcalde Rodriguez | Brasile   | 1:38,85 |              |
| 7    | German Leonel Arevalo     | Argentina | 1:39,66 |              |
| –    | Andrii Drapkin            | Ucraina   | –       | squalificato |

### SB6
Le gare si sono svolte il 1º settembre 2024.
| Pos. | Atleta               | Nazione       | Tempo   | Note                                 |
| ---- | -------------------- | ------------- | ------- | ------------------------------------ |
|      | Yang Hong            | Cina          | 1:18,34 | Record paralimpico · Record asiatico |
|      | Nelson Crispín Corzo | Colombia      | 1:19,76 |                                      |
|      | Yevhenii Bohodaiko   | Ucraina       | 1:20,70 |                                      |
| 4    | Morgan Ray           | Stati Uniti   | 1:21,99 |                                      |
| 5    | Bruce Dee            | Gran Bretagna | 1:23,05 |                                      |
| 6    | Zach Shattuck        | Stati Uniti   | 1:25,11 |                                      |
| 7    | Guo Jincheng         | Cina          | 1:25,62 |                                      |
| –    | Andrii Trusov        | Ucraina       | –       | squalificato                         |

### SB8
Le gare si sono svolte il 30 agosto 2024.
| Pos. | Atleta                             | Nazione                     | Tempo   | Note               |
| ---- | ---------------------------------- | --------------------------- | ------- | ------------------ |
|      | Andrei Kalina                      | Atleti Paralimpici Neutrali | 1:09,02 |                    |
|      | Yang Guanglong                     | Cina                        | 1:09,83 | Record asiatico    |
|      | Carlos Daniel Serrano Zárate (SB7) | Colombia                    | 1:10,55 | Record paralimpico |
| 4    | Daniil Smirnov                     | Atleti Paralimpici Neutrali | 1:11,59 |                    |
| 5    | Timothy Hodge                      | Australia                   | 1:12,11 |                    |
| 6    | Oscar Salguero Galisteo            | Spagna                      | 1:12,36 |                    |
| –    | Vicente Enrique Almonacid Heyl     | Cile                        | –       | squalificato       |
| –    | Xu Haijiao                         | Cina                        | –       | squalificato       |

### SB9
Le gare si sono svolte il 30 agosto 2024.
| Pos. | Atleta             | Nazione                     | Tempo   | Note |
| ---- | ------------------ | --------------------------- | ------- | ---- |
|      | Stefano Raimondi   | Italia                      | 1:05,28 |      |
|      | Hector Denayer     | Francia                     | 1:05,91 |      |
|      | Maurice Wetekam    | Germania                    | 1:07,04 |      |
| 4    | Artem Isaev        | Atleti Paralimpici Neutrali | 1:07,29 |      |
| 5    | Tang Shuyuan       | Cina                        | 1:09,55 |      |
| 6    | Riccardo Menciotti | Italia                      | 1:10,26 |      |
| 7    | Dmitry Grigorev    | Atleti Paralimpici Neutrali | 1:10,37 |      |
| 8    | Sina Zeyghaminejad | Iran                        | 1:12,96 |      |

### SB11
Le gare si sono svolte il 5 settembre 2024.
| Pos. | Atleta                         | Nazione     | Tempo   | Note         |
| ---- | ------------------------------ | ----------- | ------- | ------------ |
|      | Rogier Dorsman                 | Paesi Bassi | 1:11,07 |              |
|      | Yang Bozun                     | Cina        | 1:12,26 |              |
|      | Danylo Chufarov                | Ucraina     | 1:12,72 |              |
| 4    | Edgaras Matakas                | Lituania    | 1:14,93 |              |
| 5    | David Kratochvil               | Rep. Ceca   | 1:16,45 |              |
| 6    | Leider Albeiro Lemus Rojas     | Colombia    | 1:17,41 |              |
| 7    | Brayan Mauricio Triana Herrera | Colombia    | 1:22,93 |              |
| –    | Amir Muratbekov                | Kazakistan  | –       | squalificato |

### SB13
Le gare si sono svolte il 5 settembre 2024. Durante la seconda batteria di qualificazione Taliso Engel ha stabilito il record mondiale della classe SB13 terminando la gara in 1:01,84.
| Pos. | Atleta                     | Nazione                     | Tempo   | Note                                 |
| ---- | -------------------------- | --------------------------- | ------- | ------------------------------------ |
|      | Taliso Engel               | Germania                    | 1:01,90 |                                      |
|      | Nurdaulet Zhumagali (SB12) | Kazakistan                  | 1:04,83 | Record paralimpico · Record asiatico |
|      | Vali Israfilov (SB12)      | Azerbaigian                 | 1:05,35 |                                      |
| 4    | Firdavsbek Musabekov       | Uzbekistan                  | 1:05,70 |                                      |
| 5    | David Henry Abrahams       | Stati Uniti                 | 1:06,63 |                                      |
| 6    | Oleksii Fedyna (SB12)      | Ucraina                     | 1:07,25 |                                      |
| 7    | Thomas van Wanrooij        | Paesi Bassi                 | 1:07,64 |                                      |
| 8    | Maksim Nikiforov           | Atleti Paralimpici Neutrali | 1:07,85 |                                      |

### SB14
Le gare si sono svolte il 2 settembre 2024.
| Pos. | Atleta                        | Nazione                     | Tempo   | Note            |
| ---- | ----------------------------- | --------------------------- | ------- | --------------- |
|      | Nicholas Bennett              | Canada                      | 1:03,98 |                 |
|      | Jake Michel                   | Australia                   | 1:04,27 | Record mondiale |
|      | Naohide Yamaguchi             | Giappone                    | 1:04,94 |                 |
| 4    | Joao Pedro Brutos de Oliveira | Brasile                     | 1:04,97 |                 |
| 5    | Harry Stewart                 | Gran Bretagna               | 1:05,75 |                 |
| 6    | Deaten Registe                | Irlanda                     | 1:07,82 |                 |
| 7    | Artem Pavlenko                | Atleti Paralimpici Neutrali | 1:08,60 |                 |
| 8    | Vasyl Krainyk                 | Ucraina                     | 1:08,61 |                 |